# Trollkyrkja

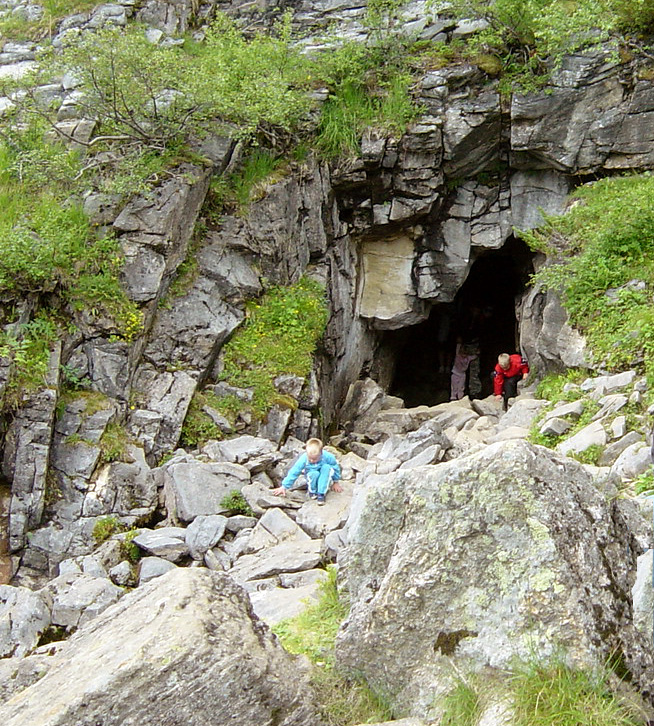
Eingang

Die Trollkyrkja (deutsch „Trollkirche“) ist eine Kalksteinhöhle in Elnesvågen in der Kommune Hustadvika im norwegischen Fylke Møre og Romsdal.
Die Trollkyrkja besteht aus drei Grotten. Früher gab es vier Höhlen, aber eine ist zusammengebrochen. Ein Fluss mit Wasserfällen durchfließt das Höhlensystem und an einigen Stellen fällt Tageslicht ein. Die beiden unteren Höhlen haben Wasserfälle, die etwa 14,0 Meter tief in ein weißes Marmorbecken fallen. Die obere Höhle besteht größtenteils aus langen Gängen.
Die Touristenvereinigung von Molde und Romsdals machte die Höhle 1890 bekannt und passierbar. Der Verein sorgte bis Ende der 1980er Jahre für die Instandhaltung, als die Gemeinde Fræna die Verantwortung übernahm.
Auf der Oberfläche westlich der oberen Höhle liegt ein Teich. Sein Wasser fließt durch Risse im Berg in die Höhlen hinunter.
Der Name Trollkyrkja kommt (in verschiedenen Schreibweisen) im Norden öfter vor:
- Etwa 2,5 km nördlich von Tårstad im Fylke Nordland liegt die „Trollkjerka“ oder „Trollkirka“, mit etwa 6000 m Länge (davon 2000 m kartografiert) eine der längsten Tropfsteinhöhlen Norwegens.
- Die Trollkyrka im schwedischen Nationalparks Tiveden ist ein abgeschiedener Fels.
- Wenige Kilometer nördlich von Jomala in Finnland liegt der Ingbyberg und die etwa 11 m tiefe Höhle Trollkyrka.
- Der Dolmen Troldkirken liegt südwestlich von Aalborg in der Region Nordjylland in Dänemark.

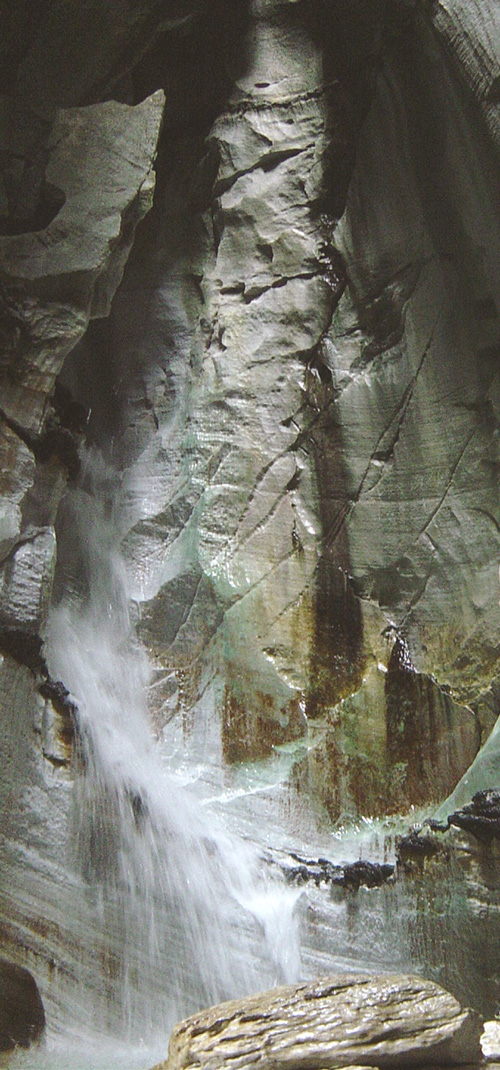
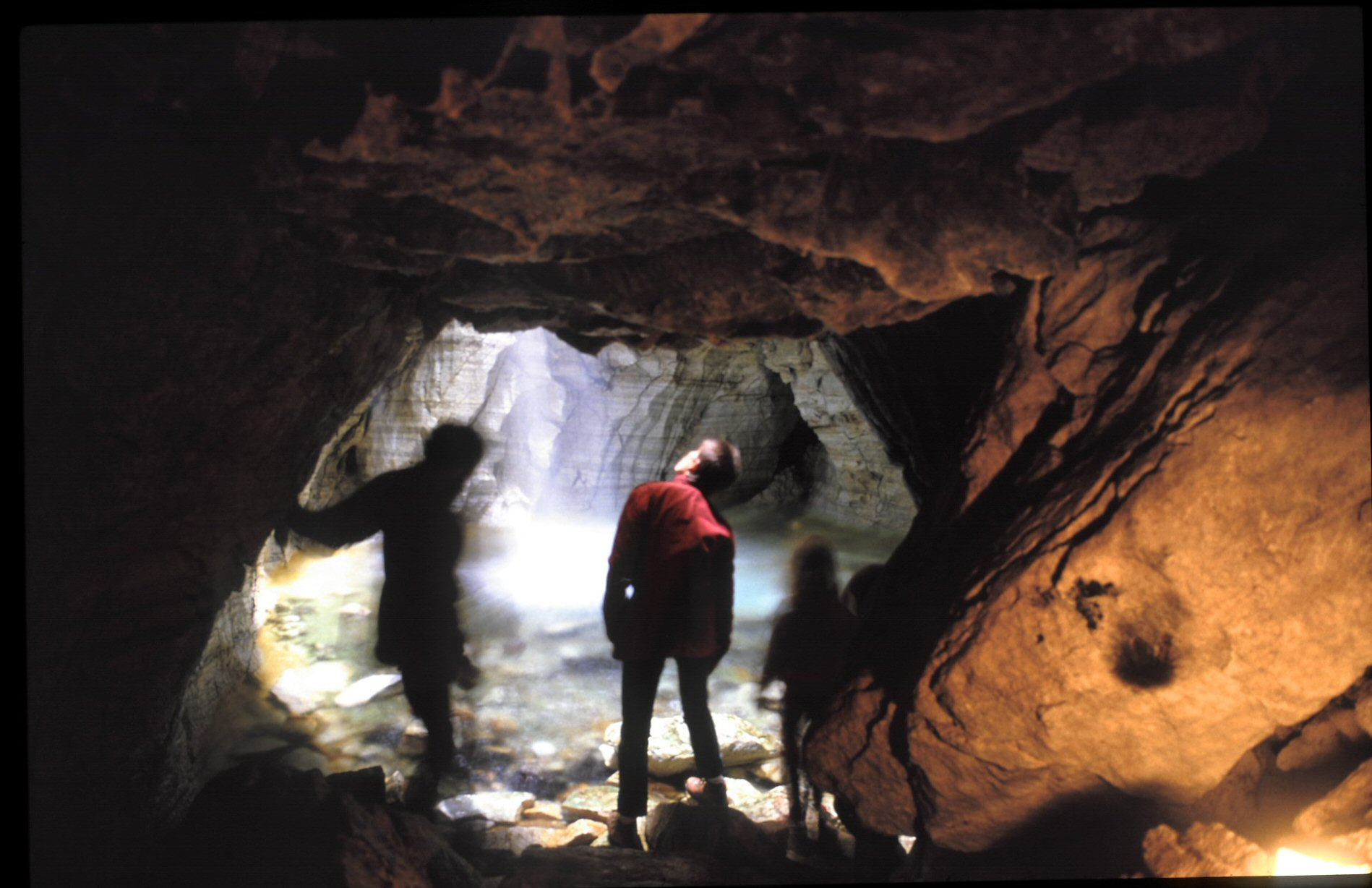
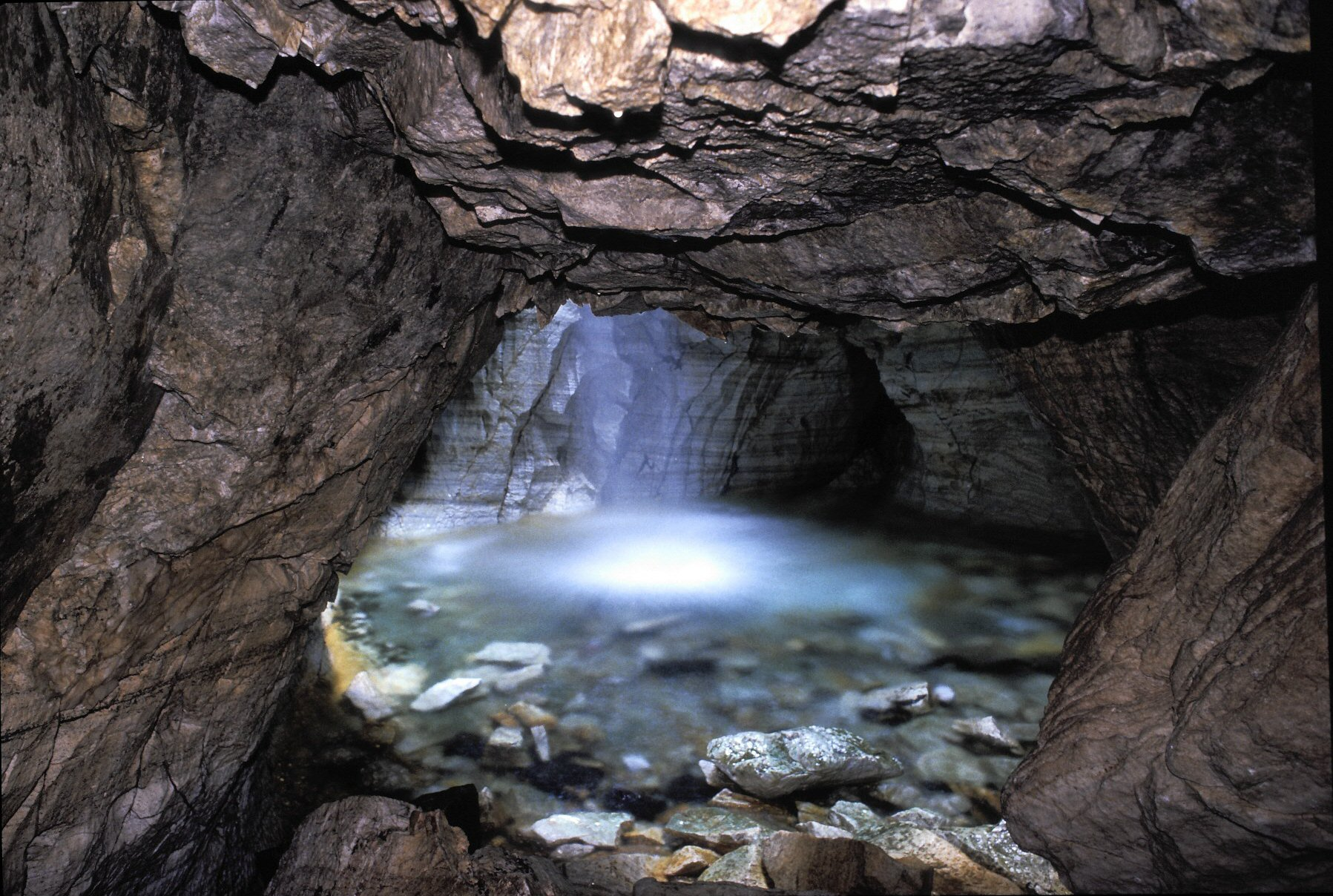
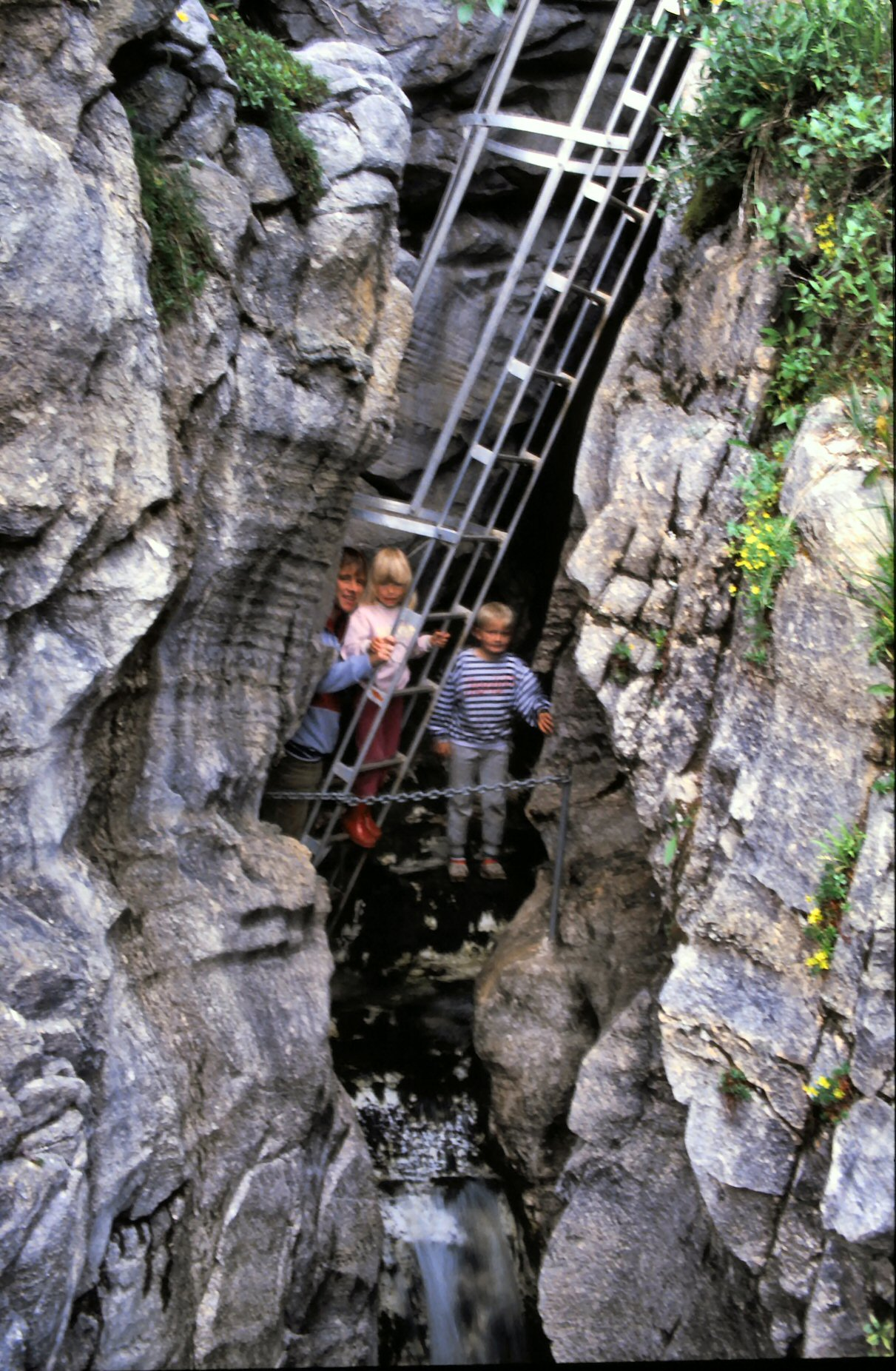